# Regierung Dehaene II
Die belgische Regierung Dehaene II war vom 23. Juni 1995 bis zum 12. Juli 1999 im Amt. Am 30. Juni 1995 erhielt sie das Vertrauen der Abgeordnetenkammer. Sie bestand aus fünfzehn Ministern (Premierminister einbegriffen) und zwei Staatssekretären.
Diese zweite von Jean-Luc Dehaene (CVP) angeführte Regierung setzte sich aus flämischen und frankophonen Christlichsozialen (CVP und PSC) und Sozialisten (SP und PS) zusammen. Die Regierung Dehaene II ist die Nachfolgerin der Regierung Dehaene I, die ebenfalls aus Christlichsozialen und Sozialisten zusammengestellt war. Bei den Föderalwahlen vom 21. Mai 1995 wurde die scheidende Regierung somit trotz der sogenannten „Agusta-Affäre“ in ihrem Amt bestätigt.
Während ihrer Laufzeit wurden in der Regierung Dehaene II mehrere Male tiefgreifende Personaländerungen vorgenommen. Zuerst verließ Melchior Wathelet die Regierung, um Belgien als Richter am Europäischen Gerichtshof zu vertreten, und wurde von Jean-Pol Poncelet ersetzt. Philippe Maystadt verließ die Regierung, nachdem er zum Parteipräsidenten der PSC gewählt wurde und übergab sein Amt an Jean-Jacques Viseur. Besonders lagen aber drei Skandale dem Rücktritt von verschiedenen Ministern zugrunde: Zuerst zogen sich Stefaan De Clerck und Johan Vande Lanotte zurück, nachdem Marc Dutroux, Belgiens damaliger „Staatsfeind Nr. 1“, am 23. April 1998 für einige Stunden erfolgreich aus der Untersuchungshaft ausbrechen konnten. Sie wurden von Tony Van Parys und Louis Tobback ersetzt. Letzterer stolperte einige Monate später über die Affäre „Semira Adamu“, bei der eine illegale Einwanderin aus Nigeria während ihrer Ausweisung von Polizisten mit einem Kissen erstickt wurde und verstarb. Kurz vor den Wahlen brach schließlich in Belgien die sogenannte „Dioxin-Krise“ aus, bei der sich herausstellte, dass zahlreiche Nahrungsmittel dioxinverseucht waren. Die Minister Marcel Colla und Karel Pinxten traten zurück und ihre Zuständigkeiten wurden auf die übrigen Mitglieder der Regierung verteilt.
Bei den Föderalwahlen vom 13. Juni 1999 wurde die Regierung Dehaene II wegen dieser anhaltenden Skandale abgestraft. Besonders die Christlichsozialen erlitten eine bittere Niederlage und mussten ab dem 12. Juni 1999 nach Bildung der Nachfolgeregierung Verhofstadt I unter Guy Verhofstadt (VLD), die Liberale, Sozialisten und Grüne assoziierte (sogenannte „Regenbogen-Koalition“), zum ersten Mal seit 41 Jahren die Oppositionsbank drücken.

## Zusammensetzung
| Minister | Name                                                                                              | Partei |
| --- | ------------------------------------------------------------------------------------------------- | ------ |
| Premierminister | Jean-Luc Dehaene                                                                                  | CVP    |
| Vizepremierminister, Minister für Wirtschaft, Telekommunikation und Außenhandel bis 19. Juni 1998: Vizepremierminister, Minister für Wirtschaft und Telekommunikation                           | Elio Di Rupo                                                                                      | PS     |
| Vizepremierminister, Minister für Inneres und öffentliche Gesundheit bis 1. Juni 1999: Vizepremierminister, Minister für Inneres                                                                | Luc Van den Bossche bis 26. September 1998: Louis Tobback bis 24. April 1998: Johan Vande Lanotte | SP     |
| Vizepremierminister, Minister für Landesverteidigung und Energie bis 19. Juni 1998: Minister für Landesverteidigung bis 3. September 1995: Vizepremierminister, Minister für Landesverteidigung | Jean-Pol Poncelet bis 3. September 1995: Melchior Wathelet                                        | PSC    |
| Vizepremierminister, Minister für den Haushalt, Landwirtschaft und KMU bis 1. Juni 1999: Vizepremierminister, Minister für den Haushalt                                                         | Herman Van Rompuy                                                                                 | CVP    |
| Minister für Finanzen bis 19. Juni 1998: Vizepremierminister, Minister für Finanzen und Außenhandel bis 3. September 1995: Minister für Finanzen und Außenhandel                                | Jean-Jacques Viseur bis 19. Juni 1998: Philippe Maystadt                                          | PSC    |
| Minister für Wissenschaftspolitik | Yvan Ylieff                                                                                       | PS     |
| Minister für Pensionen, Sicherheit, Soziale Integration und Umwelt bis 1. Juni 1999: Minister für öffentliche Gesundheit und Pensionen                                                          | Jan Peeters bis 1. Juni 1999: Marcel Colla                                                        | SP     |
| Minister für auswärtige Angelegenheiten | Erik Derycke                                                                                      | SP     |
| Ministerin für Beschäftigung und Arbeit, beauftragt mit der Gleichberechtigungspolitik zwischen Mann und Frau                                                                                   | Miet Smet                                                                                         | CVP    |
| Ministerin für Soziales | Magda De Galan                                                                                    | PS     |
| Minister für Landwirtschaft und KMU Amt am 1. Juni 1999 aufgelöst | - bis 1. Juni 1999: Karel Pinxten                                                                 | - CVP  |
| Minister für Transportwesen | Michel Daerden                                                                                    | PS     |
| Minister für Justiz | Tony Van Parys bis 24. April 1998: Stefaan De Clerck                                              | CVP    |
| Minister für das öffentliche Amt | André Flahaut                                                                                     | PS     |
| Minister für Entwicklungszusammenarbeit Neues Amt ab 1. Juni 1999 | Reginald Moreels                                                                                  | CVP    |
| Staatssekretäre | Name                                                                                              | Partei |
| Staatssekretär für Entwicklungszusammenarbeit Amt am 1. Juni 1999 aufgelöst | - bis 1. Juni 1999: Reginald Moreels                                                              | - CVP  |
| Staatssekretär für Sicherheit und Umwelt Amt am 1. Juni 1999 aufgelöst | - bis 1. Juni 1999: Jan Peeters                                                                   | - SP   |